# Första presidentskapet

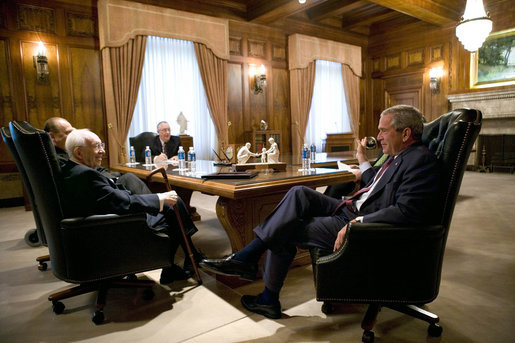
George W. Bush träffar första presidentskapet i augusti 2006. Närmast Bush sitter den dåvarande presidenten Gordon Hinckley.

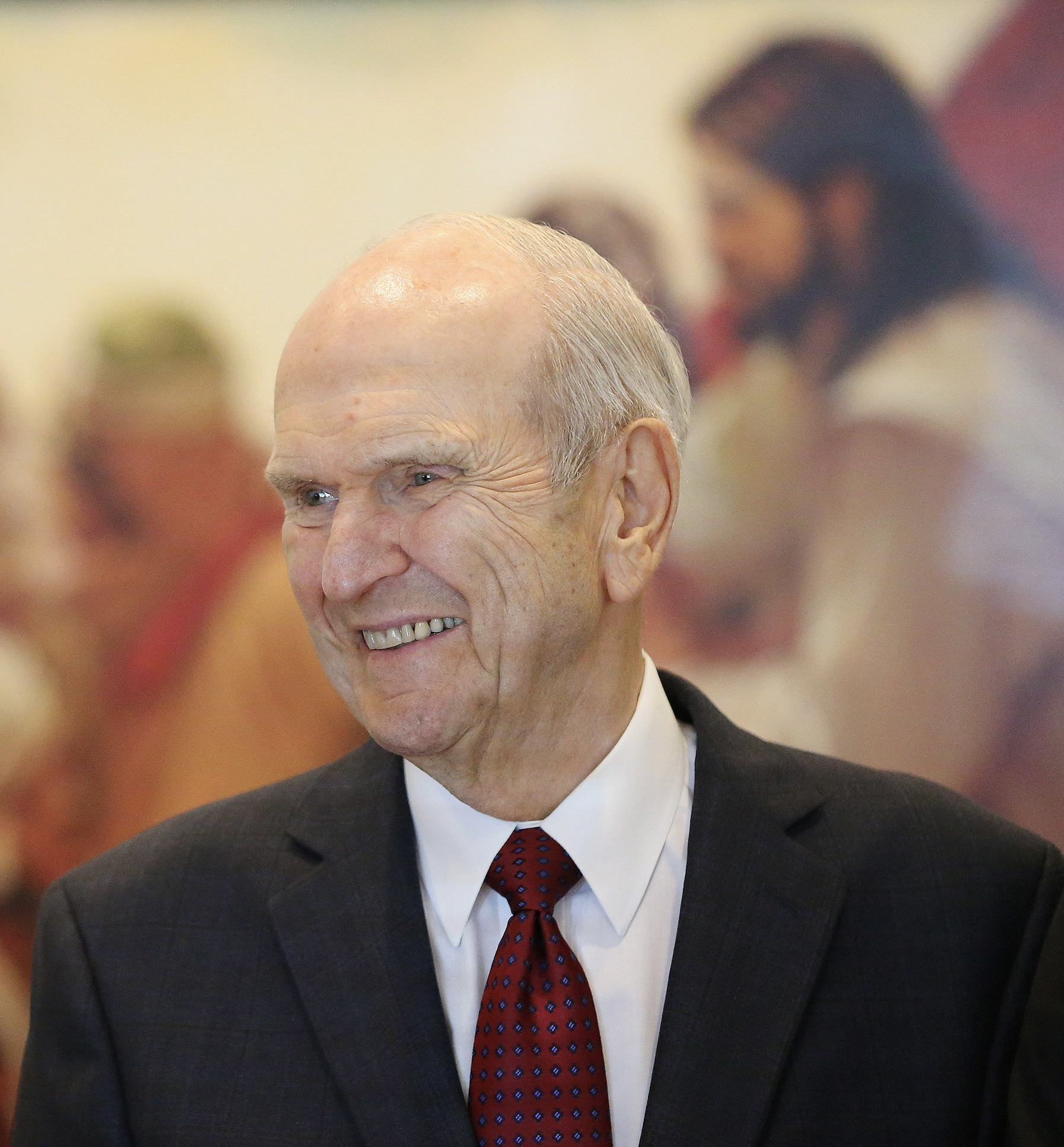
Russell M. Nelson är nuvarande president.

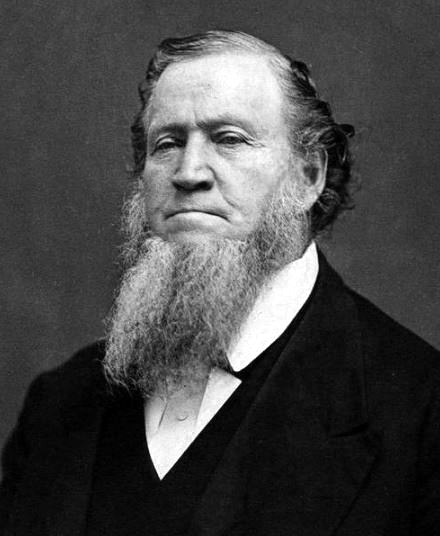
Brigham Young styrde kyrkan efter Joseph Smiths död, först som ledare för de tolv apostlarnas kvorum och sedan som Smiths efterträdare som president efter att han omorganiserat första presidentskapet.

Första presidentskapet är den högsta presiderande enheten i Jesu Kristi Kyrka av Sista Dagars Heliga. Presidentskapets medlemmar ses av kyrkan som profeter som får gudomliga uppenbarelser och inspirationer för att leda kyrkan. Presidenten anses vidare vara president för det Melkisedekska prästadömet och vara den enda person som "håller alla de nycklar som tillhör Guds rike på jorden" och "är den enda personen på jorden som har myndighet att använda alla prästadömets nycklar."
Första presidentskapet grundades av kyrkans grundare Joseph Smith 1832 och han själv var första president till sin död 1844. Det omorganiserades sedan av Brigham Young som blev kyrkans president 1847. 
Förutom kyrkans president består det vanligen av två rådgivare. Det har dock förekommit endast en eller upp till fem rådgivare. Rådgivarna utses av presidenten och väljs vanligen från De tolv apostlarnas kvorum och innehar sin position antingen till dess att presidentskapet upplöses i och med presidentens död, eller till sin egen död eller att de blir avtackade av presidenten. Första presidentskapet upphör när presidenten dör och De tolv apostlarnas kvorum blir då kyrkans högsta styrande organ till dess att en ny president utsetts av kvorumet. Den nye presidenten väljer därefter ut sina rådgivare. Kvorumet har styrt kyrkan under längre perioder efter Joseph Smiths, Brigham Youngs och John Taylors död (se nedan för datum). Efter senare presidenters död har presidentskapet alltid ombildats inom några dagar eller veckor.
Till sin hjälp har presidentskapet också en sekreterare, assisterande sekreterare och pressekreterare.
Sedan den 14 januari 2018 består första presidentskapet av president Russell M. Nelson, förste rådgivare Dallin H. Oaks och andre rådgivare Henry B. Eyring
Människor bildade liknande kyrkor med egna första presidentskap, bland annat Community of Christ och Återstående Jesu Kristi Kyrka av Sista Dagars Heliga. En del av dessa bröt sig ur i samband med successionskrisen i Sista dagars heliga-rörelsen som uppstod efter Joseph Smiths död då de som inte ansåg att Brigham Young var Smiths rättmätige efterträdare bildade egna kyrkor. Bland annat Sidney Rigdon ansåg sig vara Smiths rättmätige efterträdare. Hans anhängare kallas rigdoniter.

## Jesu Kristi Kyrka av Sista Dagars Heligas presidenter
1. Joseph Smith (1830 - 27 juni 1844)
2. Brigham Young (27 december 1847 - 29 augusti 1877)
3. John Taylor (10 oktober 1880 - 25 juli 1887)
4. Wilford Woodruff (7 april 1889 - 2 september 1898)
5. Lorenzo Snow (13 september 1898 - 10 oktober 1910)
6. Joseph F. Smith (17 oktober 1910 - 19 november 1918)
7. Heber J. Grant (23 november 1918 - 14 maj 1945)
8. George Albert Smith (21 maj 1945 - 4 april 1951)
9. David O. McKay (9 april 1951 - 18 januari 1970)
10. Joseph Fielding Smith (23 januari 1970 - 2 juli 1972)
11. Harold B. Lee (7 juli 1972 - 26 december 1973)
12. Spencer W. Kimball (30 december 1973 - 5 november 1985)
13. Ezra Taft Benson (10 november 1985 - 30 maj 1994)
14. Howard W. Hunter (5 juni 1994 - 3 mars 1995)
15. Gordon B. Hinckley (12 mars 1995 - 27 januari 2008)
16. Thomas S. Monson (3 februari 2008 - 2 januari 2018)[4]
17. Russell M. Nelson (14 januari 2018 - )